# Fantastik
| Fantastik (Spekulativ fiktion) |
| --- |
| Dracula, utomjordingar och drakar, tre fantastiska begrepp som präglat hela genrer inom fantastiken. - Betydelse – fiktion (inom litteratur, film etc) som bygger på overkliga fenomen eller världar - Definition – fantastisk berättelse baserad i fantasier och med inneboende logik - Exempel – fantasy, magisk realism, saga, science fiction, skräck |

Fantastik (i litteraturen) eller spekulativ fiktion (på film eller i TV-serier) (engelska: the fantastic eller speculative fiction) är samlingsnamn för fiktion som är tydligt icke-realistisk. Den förekommer främst litteraturen och filmen men även inkludera verk inom teater, opera, dator- och TV-spel och rollspel. Fantasy, science fiction, skräck och historisk fiktion är några stora genrer inom fantastiken, och inom barn- och ungdomslitteraturen används ibland beteckningen fantastisk berättelse.
Betoningen på spekulativ gäller betydelsen presumtiv, hypotetisk, men inte godtycklig. Författaren får inte "luras" för att få ihop berättelsen, TV-serien får inte drunkna i oförklarliga händelser som till slut dominerar hela framställningen, filmen får inte dölja att det ännu inte finns lösningar på allt genom att ösa på med specialeffekter där hjälten räddar världen. Fantastik och spekulativ fiktion ifrågasätter ofta det ortodoxa, det allmänt accepterade, samhällsnormen, det politiskt korrekta, utan att för den skull vara samhällsfientlig eller samhällsfrånvänd. 
Paraplybeteckningen omsluter framställningar med paranormala, övernaturliga, undersökande, framtidsteknologiska, mytiska eller sagolika inslag. Genren är även utbredd när det gäller datorspel, TV-spel, serietidningar. 

## Definition och genrer
Fiktion är till skillnad från facklitteratur och dokumentärer imaginär, det vill säga helt eller delvis påhittad av berättaren (romanförfattaren, filmmanusförfattaren). Fantastik går ett flera steg längre för att fylla i luckor eller undersöka olika spår som den mänskliga tanken söker sig långt ut efter. Begreppet innefattar verk som inte är underliggande teman för vare sig vardagsnära dramer eller komedier, och inte heller för såpoperor eller dokusåpor. Genren och dess undergenrer – utom möjligen science fiction – har sitt upphov och än idag sitt centrum i det nutida engelska språk- och kulturområdet, anglosfären. ibland debatterar man om huruvida fantastiken har kristna eller anglosaxiska rötter.
Denna paraplybeteckning är i sig en genre, eftersom flera undergenrer kan blandas – till exempel skräck, fantasy och science fiction som i Alien med efterföljare. Det finns ett antal undergenrer, med mer eller mindre otydliga gränser. 
Fantastik eller fantastisk litteratur har först på senare århundraden blivit tydligt avgränsad från realistisk litteratur, på grund av att den rationalistiska världsuppfattningen har blivit alltmer spridd. I äldre tid kunde exempelvis magi och verklighet blandas mer fritt inom en berättelse, men allteftersom världsuppfattningen blivit mer vetenskapligt baserad har fantasilitteraturen fått tydligare gränser.
Genren fantastik / spekulativ fiktion finns även representerad inom dans, konst och TV-spel.

### Indelning
Huvudsakligen kan den icke-realistiska litteraturen delas in i fyra huvudgrupper. Dessa listas nedan, med diverse ingående delar, sidogenrer och bakgrund:
- övernaturlig skräckberättelse <– gotisk fiktion (se skräcklitteratur) och folksaga (se foiklore)
  - skräcklitteratur, skräckfilm
    - skräckromantik
- science fiction (vetenskapsfantastik, vetsagor) – utopism och rationalistisk spekulation förenad
  - superhjältar
- fantastisk litteratur (inom barnlitteraturen) <– sagor (Rödluvan, Snövit, Råttfångaren i Hameln, Törnrosa)
- vuxensagan (fantasy) – kombinerar realism med attityden att det övernaturliga finns.
  - magisk realism

#### Andra delar och ingredienser
- alternativa verkligheter
- utopisk fiktion – berättelser om idealsamhällen – och dess motsats dystopisk fiktion
- apokalyptisk och post-apokalyptisk fiktion[a]
- historisk fiktion (till exempel en film om trojanska kriget eller en bok om Julius Caesars barndom, där bristen på vetskap leder till omfattande spekulationer för att kunna skapa en sammanhållande berättelse)

## "What if…?
"What if…" , i betydelsen "tänk om det vore så här i stället…", är en populär engelskspråkig metafor för fantastik och spekulativ fiktion. När det gäller barn är nästan all litteratur och film fantastik /spekulativ fiktion, och en anledning är att genren består av sagor som stimulerar abstrakt tänkande.
Paraplytermen fantastik är användbar när vissa vill fastslå att en bok tillhör en viss genre medan kombattanter hävdar något annat. Så har science fiction-företrädarna betraktat Mary Shelleys Frankenstein som den första science fiction-romanen medan andra ser boken som ett exempel på skräck-romantik. Merparten av de filmer som spelat in mest pengar över hela världen är spekulativ fiktion.
| Placering | Långfilm                                      | Inspelad summa (miljoner $) i hela världen | Inspel- ningsår | Typ av film                                  |
| --------- | --------------------------------------------- | ------------------------------------------ | --------------- | -------------------------------------------- |
| 01        | Avatar                                        | 2782                                       | 2009            | Science fiction/fantasy (spekulativ fiktion) |
| 02        | Titanic                                       | 1843                                       | 1997            | Historisk spekulativ fiktion                 |
| 03        | Harry Potter and the Deathly Hallows Part 2   | 1328                                       | 2011            | Fantasy (spekulativ fiktion)                 |
| 04        | Transformers: Dark of the Moon                | 1123                                       | 2011            | Fantasy/sagor (spekulativ fiktion)           |
| 05        | The Lord of the Rings: The Return of the King | 1119                                       | 2003            | Fantasy (spekulativ fiktion)                 |
| 06        | Pirates of the Caribbean: Dead Man's Chest    | 1066                                       | 2006            | Fantasy/historiskt spekulativ fiktion        |
| 07        | Toy Story 3                                   | 1063                                       | 2010            | Sagor (spekulativ fiktion)                   |
| 08        | Pirates of the Caribbean: On Stranger Tides   | 1044                                       | 2011            | Fantasy/historiskt spekulativ fiktion        |
| 09        | Alice in Wonderland (2010)                    | 1024                                       | 2010            | Fantastisk berättelse                        |
| 10        | The Dark Knight                               | 1001                                       | 2008            | Superhjältar (spekulativ fiktion)            |
| 11        | Harry Potter and the Sorcerer's Stone         | 974,8                                      | 2001            | Fantasy (spekulativ fiktion)                 |
| 12        | Pirates of the Caribbean: At World's End      | 963,4                                      | 2007            | Fantasy/historiskt spekulativ fiktion        |
| 13        | Harry Potter and the Deathly Hallows Part 1   | 956,4                                      | 2010            | Fantasy (spekulativ fiktion)                 |
| 14        | The Lion King                                 | 945,7                                      | 1994            | Sagor (spekulativ fiktion)                   |
| 15        | Harry Potter and the Order of the Phoenix     | 939,9                                      | 2007            | Fantasy (spekulativ fiktion)                 |

Därefter följer i tur och ordning Harry Potter and the Half-Blood Prince (2009), The Lord of the Rings: The Two Towers (2002), 	Star Wars: Episode I - The Phantom Menace (1999), Shrek 2 (2004), Jurassic Park (1993). ET (1982) återfinns på 34:e plats trots att den återutgavs 1985 och 2002.

## Science fiction
Science fiction är en genre inom litteratur, film och TV-serier som oftast bygger på spekulationer kring vetenskap och teknologi i framtiden, och, inte att förglömma, hur detta påverkar människan. Den kan även beröra situationer där nutiden eller det förflutna är annorlunda. Tidsresor, förändringar av historien i avgörande ögonblick, parallella universum eller en alternativ verklighet som till exempel handlar om nutiden med den skillnaden att Hitler och nazisterna gick segrande ur Andra världskriget, är samtliga välkända koncept inom science fiction. Begreppet förkortas sedan 1920-talet på svenska oftast som sf, på brittisk engelska SF och på amerikansk engelska (och därmed även ofta på modern svenska) för sci-fi. Det kan vara viktigt att notera att science fiction verkligen har en relation till vetenskapliga principer och att även om den teknologi som förekommer i berättelsen inte finns så kan den, om man låter dagens vetenskapsmän och -kvinnor spekulera, vara möjlig i framtiden.
Ett problem ska inte lösas med magi, religion eller med hjälp av övernaturliga varelser, och berättelsen ska inte innehålla ofattbara element eller ha en handling som helt cirklar kring ett fruktansvärt monster, för om detta sker är det fråga om en blandning med fantasy eller skräckfilm och berättelsen bör kategoriseras som spekulativ fiktion. 

### Jules Verne och H.G. Wells
Det finns dock inga hinder mot action- eller äventyrsteman i science fiction, det är trots allt fråga om underhållning och inte om sociologiska beskrivningar av tänkbara teknologiska landvinningar. Science fiction-berättelser började dyka upp i samband med den industriella revolutionen, och de beskrev en rädsla för vad industrialismen och det ökande antalet nya maskiner kunde föra med sig. Men det fanns även berättare som såg ljust på framtiden. Författaren och fransmannen Jules Verne (1828 - 1905)  skrev sina första science fiction-romaner under 1860-talet: Till jordens medelpunkt, Från jorden till månen, En världsomsegling under havet, och 1873 Jorden runt på 80 dagar Böckerna blev oerhört populära och hade dessutom en mycket positiv syn på framtiden. På 1880-talet påbörjade Herbert George Wells (1866 - 1946) sin författarbana med en rad noveller. Den första romanen, The Time Machine, kom 1895, och andra kända science fiction-romaner av Wells är Doktor Moreaus ö (1896),  Den osynlige mannen (1897) och Världarnas krig (1898). Alla dessa böcker har blivit långfilmer, vissa flera gånger.

### Nyare science fiction
Andra kända science fiction-berättelser och författare är 1984 av George Orwell, Du sköna nya värld av Aldous Huxley, och The Fountainhead av Ayn Rand. Vidare Isaac Asimov, författare till bl.a. Stiftelsetrilogin och hans många robotnoveller som ligger till grund för filmen I, Robot. Arthur C. Clarke är berömd för 2001 A Space Odyssey,  Ray Bradbury, känd för  Martian Chronicles och Robert A. Heinlein författare till Double Star, Starship Troopers,  Stranger in a Strange Land, The Moon Is a Harsh Mistress – alla Hugo Award-belönade romaner. 
Den stora filmwebbplatsen IMDb har en topplista över de bästa science fiction-långfilmerna, men tyvärr finns även rena fantasy-filmer och blandade genrer med där. Star Wars-filmerna hör exempelvis hemma i fantasy-genren, men verkar ha hamnat i science fiction-facket eftersom fantasyberättelsen utspelas i rymden: Rymdimperiet slår tillbaka (från 1980),  Inception (2010), Stjärnornas krig (1977), Matrix (1999), Terminator 2 (1991), Alien (1979), Wall-E (2008),  Clockwork Orange (1971), Aliens - Återkomsten (1986), Eternal Sunshine of the Spotless Mind (2004), Tillbaka till framtiden (1985), Metropolis (1927),  År 2001 - Ett rymdäventyr (1968), Jedins återkomst (1983), Blade Runner (1982), Donnie Darko (2001), The Thing (1982), Terminator (1984), District 9 (2009), De 12 apornas armé,  V för Vendetta (2006), Stalker (1979), Nausicaä från Vindarnas dal (1984), Krigsspel (1965), Star Trek (2009), Avatar (2009),  Truman Show (1998), Frankenstein (1931), Frankensteins brud (1935), Dawn of the Dead (1978), Apornas planet (1968), Solaris (1972).

## Fantasy och fantastisk berättelse
Begreppet fantasy, i den betydelse det har nu, började användas när J.R.R. Tolkiens verk Sagan om ringen från 1950-talet slog igenom bland collegeungdomar i USA under 1960-talet. Termen är dock äldre;  mellan världskrigen användes i USA hade begreppet fantasy samma betydelse som fantastik och spekulativ fiktion har idag. Fantasy var ett samlingsnamn för fantasy inklusive bland annat science fiction.  
Religion räknas inte som fantastik, eftersom religionen är verklig och inte fiktion för dem som tror eller overklig och inte heller då fiktion för dem som inte tror. I fantasy förekommer emellertid ibland väldigt tydliga allegorier. Den kristne Clive Staples Lewis, mer känd som C.S. Lewis är (när det gäller fantasy) mest känd för sina böcker om landet Narnia, där han i sju böcker författade under 1950-talet vänder sig till läsare i de tidiga tonåren. I bokserien förekommer ett lejon, Aslan, som först skapar Narnia, sedan låter sig dödas för att barnen och skogens djur ska överleva, och därefter uppstår från döden, för att i den sista boken rasera Narnia och ta de som varit goda och trott på honom till ett super-Narnia där de får stanna för evigt. 
Av alla undergenrer till fantastik är fantasy den enda som är klart uttalat icke-realistisk. Skaparen uppfinner ett mikrokosmos som inte finns, men han/hon lånar gärna från och blandar olika kulturer som finns i verkligheten och som hör hemma i skilda tidsperioder eller historiska eror. En fantasy-berättelse utspelas ofta i ett påhittat avgränsat land eller ö-rike. Berättelsen kan vara så komplex att det inte sällan finns både kartor och en förteckning över medverkande (namn och typ av varelse/väsen)  i början eller slutet av boken. Den övergripande berättelsen är kampen mellan gott och ont, där det onda utmålas som nästan oövervinnerligt och mystiskt. Europeisk eller japansk medeltid med ärorika riddare med hästar och svärd samt upplysta eller grymma kungar och trollkarlar kan utgöra basrekvisita i historien. Men där kan även finnas dyrkansvärda skönheter, svårflirtade dvärgar som, om de övertygas, är orädda, lojala bundsförvanter, jättar, alfer, älvor och mängder av andra mer eller mindre magiska väsen eller nästan-människor. Enbart fantasin sätter gränser för berättelsen. Riddare och magi kan i fantasy blandas med rymdskepp, intragalaktiska imperier, och laservapen. Att berättelsen innehåller rymdskepp gör den inte automatiskt till science fiction.
Det är vanligt att det är just den anglosfära varianten av fantasy som ses som fantasy. Vissa anser att dagens fantasy började med 1800-talsförfattare som William Morris och George MacDonald och sedan fick sitt stora genombrott i och med J.R.R. Tolkiens verk Sagan om ringen som blev mycket populär under 1960-talet. Tolkien själv var väldigt inspirerad av bland annat Beowulf när han skrev Sagan om Ringen och Bilbo – En hobbits äventyr.
IMDb:s lista över de bästa fantasyfilmerna innehåller till stor del filmer som samma webbplats listar som science fiction-filmer. Det är självklart att filmversionerna av Tolkiens berättelser är fantasy, men även alla Star Wars-filmerna borde finnas här: Sagan om konungens återkomst (2003), Sagan om ringen: Härskarringen (2001), Stjärnornas krig (1977),  Livet är underbart (1946),  Sagan om de två tornen (2002), Toy Story 3 (2010), Spirited Away (2001), Amelie från Montmartre (2001), Den gröna milen (1999), Hugo Cabret (2011/II), Pans labyrint (2006), Det sjunde inseglet (1957), Prinsessan Mononoke (1997), Jedins återkomst (1983), Fart, flickor och faror (1924), Upp (2009), Trollkarlen från Oz (1939), Toy Story (1995), Persona (1966), Fanny och Alexander (1982), Min granne Totoro (1988), 8½ (1963), Måndag hela veckan (1993), Draktränaren (2010), Mordängeln (1962), Störst är kärleken (1946),  Stalker (1979), Flickan och odjuret (1946), Harry Potter och Dödsrelikerna: Del 2, Nausicaä från Vindarnas dal (1984), Laputa - Slottet i himlen (1986), Min vän Harvey (1950), Bleka dödens minut (1987), Zigenarnas tid (1988), Det levande slottet (2004),  Faust - Eine deutsche Volkssage (1926), Nosferatu (1922), Råttatouille (2007), Die Nibelungen: Siegfried (1924), Låt den rätte komma in (2008) , Avatar (2009), King Kong (1933), Andarnas natt (1951), Big Fish (2003), Superhjältarna (2004), Skönheten och odjuret (1991), Pirates of the Caribbean: Svarta Pärlans förbannelse (2003).

### Fantastisk berättelse
Inom barn- och ungdomslitteraturen används ibland begreppet fantastisk berättelse, en term som introducerades i Sverige på 1960-talet av litteraturforskaren Göte Klingberg. I berättelsen utforskas ofta en parallellvärld, ofta i en annan tid (verklig eller påhittad). Den mytiska parallellvärlden är beskriven i detalj, och rollfigurerna flyttar sig ofta mellan vår verkliga värld och denna "sagovärld" genom en magisk port. I Lewis Carrolls Alice i underlandet sker transporten via ett kaninhål, medan sängknoppar eller ringar i andra historier kan ge liknande resultat. Denna typ av berättelse kan ofta nyttjas till att visa fram kampen mellan gott och ont, eller andra viktiga etiska frågeställningar.
E.T.A. Hoffmanns En nötknäppares öden från 1816 räknas ofta som det första exemplet på en fantastisk berättelse. Senare har genren utforskats flitigt inom engelskspråkig litteratur, exempelvis av Lewis Carroll, C.S. Lewis och J.R.R. Tolkien. Inspiration från keltisk eller utomeuropeisk kultur finns hos Alan Garner och Lloyd Alexander, medan Ursula LeGuin arbetat utanför de geografiska kulturtraditionerna. tInom den tyska litteraturen finns exempel som Michael Ende och Christine Nöstlinger.
I svensk barnlitteratur finns författare som Astrid Lindgren (Mio, min Mio och Bröderna Lejonhjärta), liksom Tove Jansson och Maria Gripe.

## Romance – hjältar och skräck
Den engelska beteckningen romance novel i litteraturvärlden översätts vanligen som kärleksroman. Totalt stod romance-genren för 55 procent av alla sålda inbundna böcker i USA 2009, till ett värde av 1,36 miljarder dollar. Romance är den största genren före religiös litteratur och deckare/polisromaner och är marknaden är störst inom det anglosfära kulturområdet.,   Den moderna, västerländska kärleksromanen uppkom under 1600- och 1700-talet, men har föregångare i medeltidens och renässansens så kallade riddarepos och riddarromaner. Dessa, som först fick spridning i Frankrike och kallades romans, kunde vara inriktade på forntiden och inspirerade av antiken eller bygga på keltiska myter som den om kung Artur och trollkarlen Merlin, följde ett bestämt mönster, perspektivet var manligt och huvudpersonen man. Den moderna kärleksromanen är i regel skriven ur ett kvinnligt perspektiv med en kvinna som huvudperson. Genren, som domineras stort av engelskspråkiga författare, fick en explosionsartad spridning tack vare den allmänna läskunnigheten, veckotidningarnas följetongsromaner och, från 1930-talet, spridningen av billigare böcker i pocketform.
Genren fäster störst vikt vid utvecklingen av en relation och en romantisk kärlek mellan två människor. Den måste ha ett känslomässigt tillfredsställande slut, vilket länge också innebar ett (för samtiden acceptabelt) moraliskt slut och dessutom ett lyckligt slut. Kärleksromanen kan vara förlagd till en historisk epok eller en miljö som vi känner till relativt lite om, eller också till en framtid där författaren måste spekulera ännu mer när det gäller själva inramningen, och räknas då som fantastik. I filmens värld är relationer, kärlek och könsrollsstereotyper (eller satir över / kritik mot sådana) nästan alltid ett tema oavsett om filmen kategoriseras som drama, action, thriller, äventyr eller komedi. Komediformen är emellertid den vanligaste genren för en film där kärlekstemat dominerar.
Det finns även en typ av romantisk underhållning – inom litteraturen, filmen och TV-serievärlden – som bland annat tillfört övernaturliga inslag eller skräck kryddad med förtäckt sexualitet. Vampyrromanen, som nästan är en egen genre, är ett typiskt exempel på detta. Film och TV har förändrat bilden av vampyren mycket under de senaste 100 åren. Den ondskefulle och fule vampyren lever kvar i litteraturen, men på bio och i TV-serier möter vi snarare en blodsugande pojkbandssångare. Han (för det är nästan alltid en man) är nu en snygg och sexig hjälte, alltid beredd att dö för sin mänskliga älskade som hotas av onda vampyrer, varulvar, trollkarlar, demoner eller andra bestar, plågad tusenfalt mer än en människa av kärlek, minnen och andra känslor eftersom vampyrer har kraftigt förstärkta sinnen. Man har hittat på olika förklaringar till varför han kan vandra omkring dagtid i solskenet och han dricker inte människoblod.
Plågad av kärlek var redan det monster dr Frankenstein skapade i Mary Shelleys skräckroman Frankenstein; or, The Modern Prometheus, utgiven 1818 och Quasimodo, den vanskapte ringaren i Notre Dame i Victor Hugos roman från 1831.  Även denna typ av böcker och filmer har sina rötter i medeltidens romans, och dessa hämtade i sin tur inspiration från antikens litteratur. Det grekiska eposet Odysséen från 700-talet f.Kr. är fullt av monster, vidunder och övernaturliga händelser. På sin långa resa hem från Trojanska kriget till sin älskade hustru stöter Odysseus på kikoner, lotofager, cykloper, människoätande jättar, trollkvinnor, sirener, sexhövdade sjöodjur, och magiska föremål som till exempel en säck man kan stänga in de olika väderstreckens vindar i.
Det finns naturligtvis ingen skarp gräns mellan olika slags kärleksromaner, eller något exakt sätt att avgöra om en bok är en kärleksroman eller en skräckroman eller något annat. Om de spekulativa inslagen är stora brukar de kategoriseras som fantastik. Dit hör även den samling berättelser och sagor om kärlek, sex, monster och övernaturliga händelser från det Sydvästasiatiska och Indiska kulturområdet från 900-talet, som på svenska fått namnet Tusen och en natt, och som i väst först publicerades på engelska år 1706 under namnet The Arabian Nights' Entertainment. Även illustrationerna kan betecknas som fantastik. Ramberättelsen är att vesirens dotter Scheherazade (Shahrzâd) skall tillbringa en natt med den persiske kungen Shahriâr för att i gryningen avrättas. För att undgå döden berättar Scheherazade en saga för kung Shahriâr. Skickligt väver hon in en saga i en annan, och när gryningen kommer är kungen så spänd på hur det ska sluta att han låter Scheherazade leva ytterligare ett dygn. Hennes sagor varar 1001 nätter, varefter Shariâr kapitulerar och gifter sig med henne. På arabiska kallas samlingen "Alf Lailah wa Lailah" och på persiska "Hezār-o yek šab", och det finns flera olika okända författare och kringresande "sagoinslamlare" som står bakom verket. 

### Den moderne vampyren
Den generation som växte upp med Harry Potter i bokform och på film har under första årtiondet av det nya millenniet som unga vuxna övergått till de farliga romansernas tid. I fantasy-skafferiet fanns vampyrerna, men det nya konceptet har inga likheter med greve Dracula. Trots ett stort utbud ropar läsare och biobesökare efter fler sexiga men livsfarliga vampyrer, som innerst inne är "goda". För yngre tonåringar har Stephanie Meyer ( ƒ julafton 1973) har skapat Twilight-sagan och har hittills kommit ut med följande romaner:
- 2006 – Om jag kunde drömma ( Twilight  - utg 2005 i USA)
- 2007 – När jag hör din röst ( New Moon  - utg 2006 i USA)
- 2008 – Ljudet av ditt hjärta ( Eclipse  - utg 2007 i USA)
- 2009 – Så länge vi båda andas ( Breaking Dawn  - utg 2008 i USA)

I slutet av 2010 hade bokserien sålt över 116 miljoner kopior över hela världen och översatts till 38 språk Alla böckerna har filmats 2008, 2009, 2010, samt 2011 och 2012 när det gäller Breaking Dawn, som alltså blivit till två filmer.
För de något äldre ungdomarna finns The Vampire Diaries. Det är en amerikansk TV-serie (baserad på böckerna The Vampire Diaries av L.J. Smith) som hade premiär på CWTV den 10 september 2009. Serien har premiär på svenska TV6 den 11 februari 2010 med den lilla skillnaden att den där kallas endast Vampire Diaries. Manusförfattare är Kevin Williamson, Caroline Dries och Julie Plec. Säsong 2 har vissa blodiga scener som TV6 har valt att klippa. De blodiga scenerna har även en åldersgräns från 15 år.
True Blood är en ytterligare en serie om kärlekskranka vampyrer för de vuxna (över 15 år)  från 2008, skapad av Alan Ball, mannen bakom den populära och kritikerrosade dramaserien Six Feet Under. Serien är baserad på böckerna om Southern Vampire Mysteries av författaren Charlaine Harris. Serien sänds på HBO i USA där den hade premiär 7 september 2008. Serien produceras av HBO i samarbete med Alan Balls produktionsbolag Your Face Goes Here Entertainment.[1] Den visas på SVT från och med den 26 augusti 2009.

### Historisk romance
Litteratur som utgörs av en romantisk berättelse i en annan tid – oavsett om berättelsens par levde då eller om de träffas via resor i tiden – måste fyllas ut med fantastik eller spekulationer, eller som vinner på att inramas av fantastik. Kärlekshistorien mellan Kleopatra och Marcus Antonius är exempelvis välkänd, men den författare som skriver om dem idag måste göra ett antal antaganden, dvs spekulera ganska mycket, för att få ihop historien. Författarinnan Jean M. Auels romanserie Earth's Children om stenåldersflickan/kvinnan Ayla, där handlingen utspelas i Europa för 30 000 år sedan i slutfasen av senaste istiden, är ett utmärkt exempel på historisk fiktion eller, om man så vill, historisk romance i åtminstone de senare böckerna. Den första boken, Grottbjörnens folk, utgavs 1980, och i den fick Ayla ett barn med en neandertalman. Auel var således tvungen att göra ett antagande om att homo sapiens och homo neanderthalensis kunde få barn tillsammans. Men därefter tydde forskningsresultat allt mer på att dessa två människotyper, som hade en gemensam förfader eller anmoder för ungefär en halv miljon år sedan (homo erectus), inte kunde alstra gemensamma barn när de möttes för 50.000 - 100.000 år sedan i Sydvästasien eller Europa. Men år 2010 gjordes upptäckter som medförde att historien fick skrivas om. Det visade sig att vi moderna människor bär på gener från neandertalmänniskor, och den tidigare skeptiske svensken Svante Pääbo och hans team i Leipzig hör till dem som upptäckt att de genetiska spåren efter neandertalmänniskan finns kvar i den moderna människans gener. De genetiska spåren i nuläget visar att sexuella kontakter bara verkar ha skett några få gånger, i en liten grupp som sedan spred generna genom en snabb expansion. Den moderna människan antas ha lämnat Afrika i två större utvandringsvågor, för 80.000 - 100.000 år sedan via Sinai och för 50.000 år sedan via Bab el Mandeb, ett trångt sund Röda havets sydöstra del, och vid något tillfälle har de beblandat sig med neandertalarna som kan ha uppstått ur homo heidelbergensis

## Gotisk fiktion
Gotisk fiktion är en genre i vilken skräck/mystik och romantik mixas. Med den gotiska romanen vill författaren väcka så många starka känslor som möjligt. Handlingen är som regel förlagd till ett gammalt slott, där den demoniske slottsägaren har ett mörkt förflutet som en ung kvinna konfronteras med.
Den gotiska romanen uppstod när medeltidens historia omprövades i mitten av 1700-talet och genom att det samtidigt blev populärt med riddarromantik. Medeltiden hade dessförinnan betraktats som en förlorad epok. Ordet "gotisk" hade förknippats med denna svarta era och hade varit ett kränkande, nedvärderande ord. Från 1750 fick det genom några avhandlingar av den franske historikern Jean-Baptiste de La Curne de Sainte-Palaye gällande riddarväsendet samt den frankiska och galliska medeltiden i stället fått ett skräckblandat romantiskt symbolvärde. Åren 1775-1789 utgavs den enorma samlingen riddarsagor Bibliothéque universelle des romans i 112 band.
Horace Walpole med romanen Borgen i Otranto (1764) samt Ann Radcliffe och Matthew Gregory Lewis var tidiga i genren. När nyromantiken och nationalismen blommade ut på 1800-talet fick den gotiska romanen en ändrad inriktning. Exempel är Ringaren i Notre Dame (1831) av Victor Hugo, Svindlande höjder (1847) av Emily Brontë,  Dorian Grays porträtt (1891) av Oscar Wilde, Dracula (1897) av Bram Stoker, Fantomen på Operan (1910) av Gaston Leroux

## Namn
Fantastik finns i svensk text sedan 1872. Det är närmast hämtat från tyskans Phantastik med samma betydelse, alternativt i betydelsen 'fantasteri'.